# جو هورنونغ
جو هورنونغ (بالإنجليزية: Joe Hornung)‏ (12 يونيو 1857 بكارثاغ في الولايات المتحدة - 30 أكتوبر 1931 في الولايات المتحدة) هو لاعب كرة قاعدة ولاعب كرة قدم أمريكي في مركز لاعب دفاع ‏. لعب مع سان فرانسيسكو جاينتس.